# Sriednij Jegorłyk
Sriednij Jegorłyk (ros. Средний Егорлык) – wieś w Rosji, w obwodzie rostowskim, w rejonie celińskim. W 2010 liczyła 2363 mieszkańców.